# Karlsruhe (krydser)
Karlsruhe var en tysk let krydser. Den blev bygget for Reichsmarine under Weimar-republikken i 1927 og blev senere en del af flåden i Kriegsmarine. Skibet havde navn og våbenskjold efter den tyske by Karlsruhe. I de tidlige år tjente Karlsruhe som skoleskib og besøgte fjerne havne som Brisbane i Australien og San Diego i Californien. Ved udbruddet af anden verdenskrig blev skibet opgraderet, og hun vendte ikke tilbage i tjeneste før 13. november 1939.

## Angrebet på Norge
Karlsruhe deltog i det tyske angreb på Norge, som lederskib for ni krigsskibe i kampgruppe 4. Skibet havde til opgave at transportere soldater og sikre den tyske passage over Skagerrak om natten og tidlig om morgenen den 9. april 1940. Karlsruhe kom i kamp med kanonbatterierne på Odderøya fort, ved indsejlingen til Kristiansand. Tre gange forsøgte de tyske styrker at trænge ind i Kristiansandsfjorden og sætte tropper i land, men valgte at vende på grund af hård beskydning de første to gange. Det var en artilleriduell. Karlsruhe vendte sig om og fyrede en bredside mod fæstningen, indtil tåge begrænsede dens synlighed. Under ildskiftet flyttede det civile tyske fragtskib MS Seattle ind i skydezonen. Dette skib blev sat i brand og sank senere. Det tredje angrebsforsøg var vellykket. Dette skyldtes sandsynligvis et tysk signalflag blev forvekslet af nordmændene med det franske nationale flag. Da misforståelsen blev opdaget, var den tyske angrebsstyrke allerede inde i havnen.

## Undergang
Skibet forlod en beskadiget by for at vende tilbage til Tyskland om eftermiddagen, efter at missionen var afsluttet. Tre tyske torpedobåde var ledsagere. Den britiske ubåd HMS Truant var placeret uden for fjorden, og da hendes besætning opdagede de tyske skibe, affyrede ubåden torpedoer. To torpedoer ramte og eksploderede. Karlsruhe begyndte at tage vand ind og mistede gradvist kontrol. Kl. 21:00 gik besætningen på Karlsruhe over til torpedobådene Luchs og Seeadler. Da skibet lå dybt i havet, beordrede kaptajn Rieve torpedobåden Greif til at sænke skibet. Kl. 22:50 modtog Karslruhe barmhjertighedens slag i form af to torpedoer.

## Vraget i Skagerrak
Vragets nøjagtige position forblev ukendt i mere end 80 år. En sonarundersøgelse i april 2017 lokaliserede vraget, men identificerede det ikke. Skibet står støt på kølen på havbunden, nær en nedsænket elektrisk kabel mellem Norge og Danmark, der drives af Statnett. Vraget ligger ca. 11 sømil fra Kristiansand, på ca. 490 meters dyb. En senere ekspedition for at identificere vraget, bekræftede i juni 2020, at det var Karlsruhe.